# Gherghești
Gherghești è un comune della Romania di 2 859 abitanti, ubicato nel distretto di Vaslui, nella regione storica della Moldavia. 
Il comune è formato dall'unione di 9 villaggi: Chetrosu, Corodești, Dragomănești, Drăxeni, Gherghești, Lazu, Lunca, Soci, Valea Lupului.